# Auasc (città)

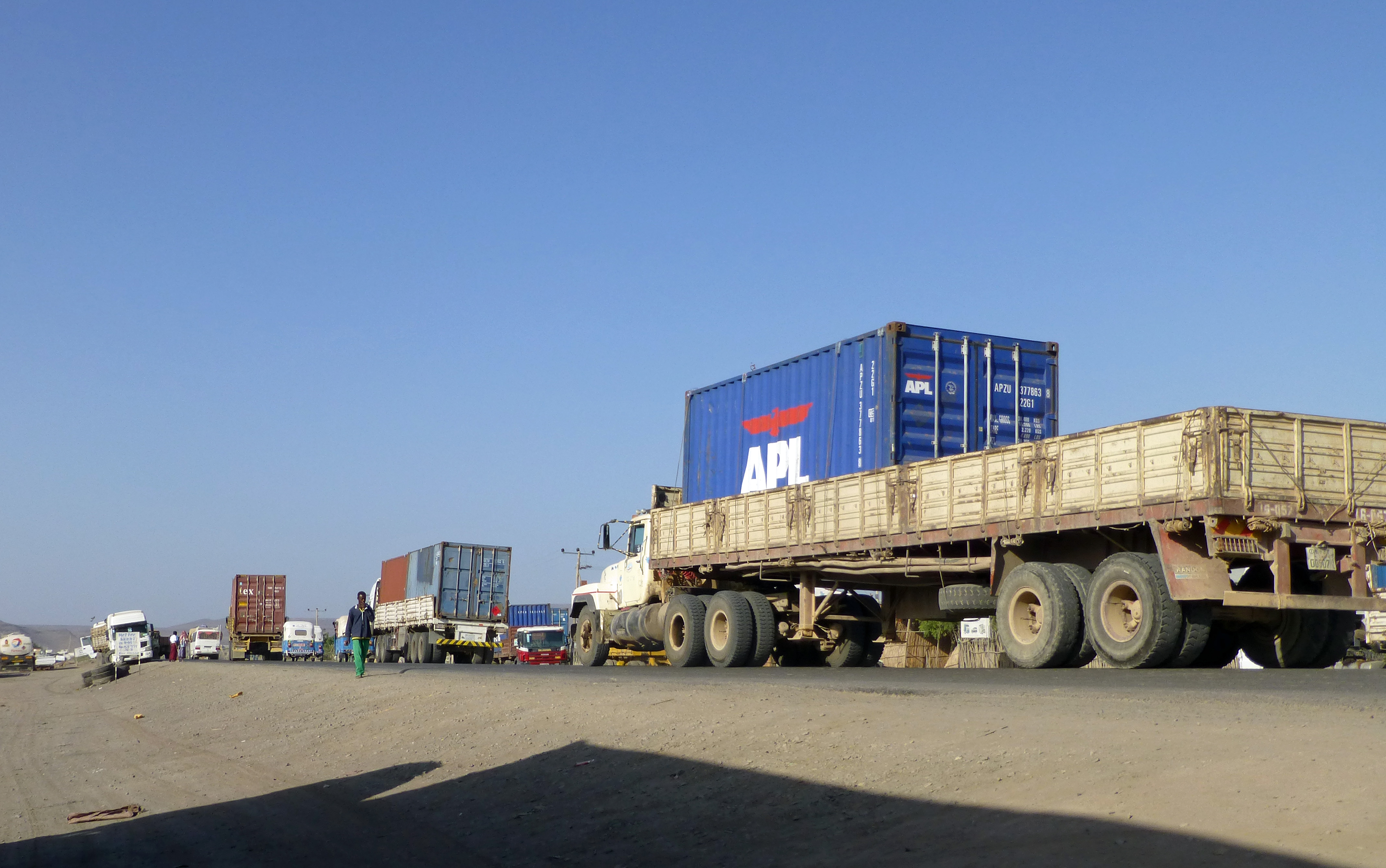
Traffico stradale ad Auasc, sulla strada Addis Abeba-Gibuti

Auasc (in amarico: አዋሽ, traslitterato in inglese come Awash e conosciuto in epoca coloniale francese come Aouache) è una città situata nella zona di Gabi Rasu, nella Regione degli Afar, nell'Etiopia centrale, nei pressi di una gola sul fiume Auasc, da cui deriva il nome dell'insediamento.
La città è servita dall'omonima stazione ferroviaria sulla linea Addis Abeba–Gibuti, che attraversa la gola dell'Auasc sul ponte costruito vicino alla città. È il più grosso insediamento del woreda di Auasc Fentale.
La città si trova sul confine esterno del Parco nazionale di Auasc, conosciuto per la sua fauna selvatica, per la caldera del monte Fentale e per sorgenti termali di Filwoha. Il mercato locale, dove si possono trovare i prodotti delle comunità Afar e Kereyu, si tiene al lunedì.

## Storia
Nel 1890 circa, un ponte di ferro sul fiume Auasc venne costruito, in sostituzione di quello di legno, nei pressi della città dall'ingegnere svizzero Alfred Ilg, confidente dell'imperatore Menelik II. La costruzione del ponte di ferro dovette affrontare grandi difficoltà per il trasporto delle travi metalliche da Gibuti, ma una volta arrivato il materiale, la struttura venne terminata in una decina di giorni, anche se l'imperatore Menelik utilizzò per altri scopi il cemento importato dall'Europa per il ponte. Quando il conte Gleichen arrivò al ponte nel 1897, durante la sua missione presso l'imperatore Menelik, descrisse che "il ponte era troppo debole per rimanere in piedi per qualunque traffico, escluso quello ordinario degli animali.  Per nove mesi all'anno il ponte è bloccato da ambo i lati tramite abbattute di piante spinose, al fine di prevenirne l'uso da parte delle persone quando il fiume era guadabile, ma era aperto durante i periodi di pioggia".
La città di Auasc è cresciuta attorno alla stazione ferroviaria, che venne aperta non molto tempo dopo il 1917 quando la ferrovia raggiunse questo punto in Etiopia;.all'epoca venne realizzato anche un albergo per i passeggeri. Il 1º settembre 1923 venne allestito il quarto ufficio postale dell'Etiopia (dopo quelli di Harar, Dire Daua ed Addis Abeba), anche se non è considerato come un punto di origine e di arrivo della corrispondenza, ma piuttosto una fermata di scambio sulla linea tra la capitale etiope e la costa marittima.
Durante l'occupazione italiana, nella città viene registrata la presenza dell'ufficio postale e del telegrafo, l'albergo e il ristorante. Il 3 aprile 1941 la città venne occupata dalla 22ª brigata dell'Africa orientale britannica dei King's African Rifles, proveniente da Dire Daua, anche se il ponte stradale e ferroviario erano stati demoliti dagli italiani in ritirata. Nel 1953 il ponte venne ricostruito.
Uno dei cinque campi di addestramento per soldati di leva della Milizia popolare (ricostituiti nella primavera del 1977 come "Armata Rossa") si trovava a Auasc.

### Incidente ferroviario
Alle ore 13:40 del 13 gennaio 1985 un treno della ferrovia Etiopia Gibuti deragliò ad Auasc, facendo precipitare nel burrone quattro dei suoi cinque vagoni. Si stima che l'incidente abbia provocato 428 morti e 500 feriti dei circa 1.000 passeggeri a bordo: per tale motivo è considerato il peggior incidente nella storia delle ferrovie africane. Si ritiene che la causa dell'incidente fu la velocità eccessiva con cui il treno affrontò una curva poco prima del ponte che attraversa la gola tra Arba e Auasc.

## Società

### Evoluzione demografica
Secondo il censimento nazionale del 1994, la città aveva una popolazione di 8.684 persone.
In base ai dati dell'Agenzia Centrale di Statistica nel 2005, Awash aveva una popolazione totale stimata di 11.053 abitanti, di cui 5.748 uomini e 5.305 donne.